# Амазонська низовина

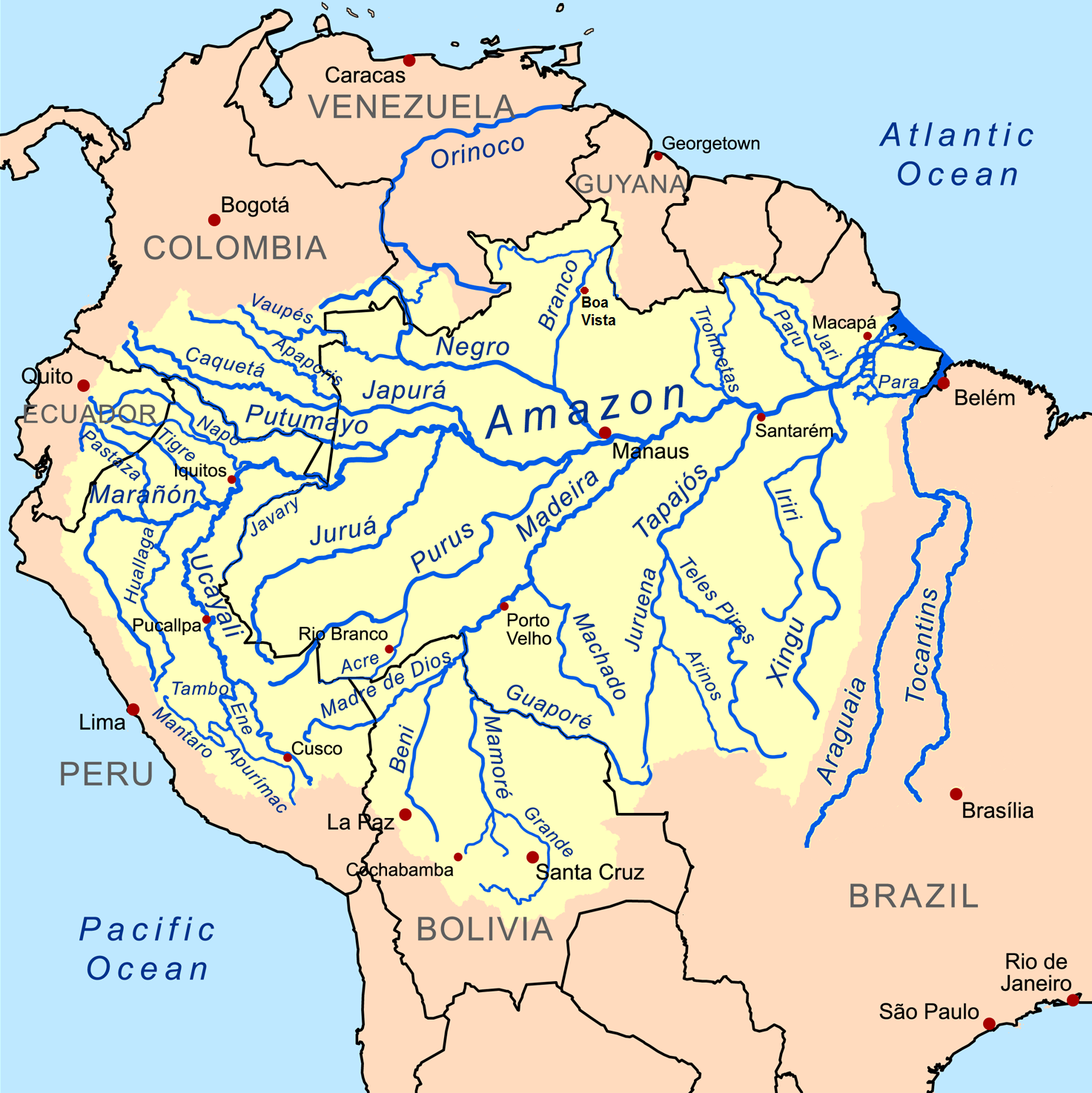
Амазонка із основними притоками

Амазонський басейн, Амазо́нська низовина́ (порт. Bacia do rio Amazonas; ісп. Cuenca del Amazonas) — найбільша низовина планети Земля, що в басейні річки Амазонки, розташована в Південній Америці. Ширина Амазонської низовини на заході 1300 км, на сході звужується до 350 км. Регіон обрамлений з півночі Гвіанським плоскогір'ям, з заходу хребтами гір Анд, з півдня Бразильським плоскогір'ям і плато Мату-Гросу, зі сходу низовина має вихід до Атлантичного океану, в північній частині перетинається екватором.
Басейн Амазонки утворений річкою Амазонкою та її притоками. Басейн займає площу близько (6,3 млн. км²), або близько 35,5 %, від південноамериканського материка. Він розташований у країнах Болівії, Бразилії, Колумбії, Еквадорі, Гаяні, Перу, Суринамі та Венесуелі.
Більшу частину басейну покриває тропічний ліс, також відомий як Амазонський дощовий ліс, або Амазонія. З площею в 5,5 млн. км² — є найбільшим тропічним лісом у світі.

## Геологія
Геологічні нашарування Амазонської низовини: докембрій, палеозой та мезозой, що перекриваються на сході неогеновим і антропогеновим алювієм.

## Рельєф
Регіон є з півночі Гвіанським плоскогір'ям, з заходу хребтами гір Анд, з півдня Бразильським плоскогір'ям і плато Мату-Гросу, зі сходу низовина має вихід до Атлантичного океану, в північній частині перетинається екватором.

## Клімат
Більшість території Амазонії розташована в екваторіальному і субекваторіальному типі клімату, де спостерігаються високі річні температури повітря це 25-28 °C і надмірна кількість вологи, дощі тут йдуть майже щодня. В деяких районах Амазонії випадає 3200 мм опадів за рік це переважно регіони які розташовані поблизу гір Анд, а так в переважній більшості територій опадів випадає від 1200 до 2400 мм/рік.

## Річкова мережа

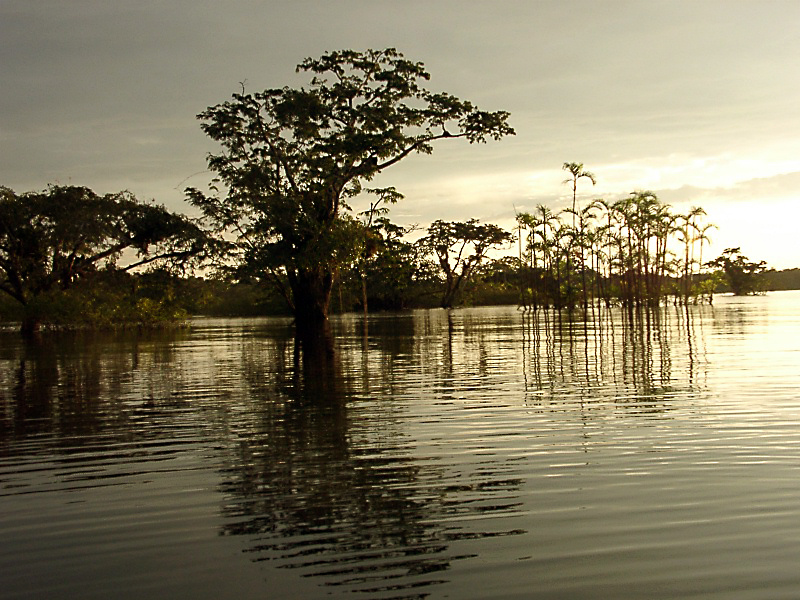
Верхня течія Амазонки, Еквадор

Амазонська низовина має плоску форму, а тому через надмірне екваторіальне зволоження в даному регіоні накопичується велика кількість вологи і тече ряд великих і повноводних річок. Серед них виділяється одна велика річка — Амазонка з її 500 притоками: Мадейра, Ріо-Негро, Журуа, Жупура, Іса, Шінгу, Топажос, Токантінос, Пурус. Амазонка зі своїми притоками має площу водозбору 7,1 млн км², а до її басейну стікають річки, які належать 7 державам Південної Америки (Бразилія, Колумбія, Венесуела, Болівія, Еквадор, Гаяна, Перу).

## Ґрунти й рослинність

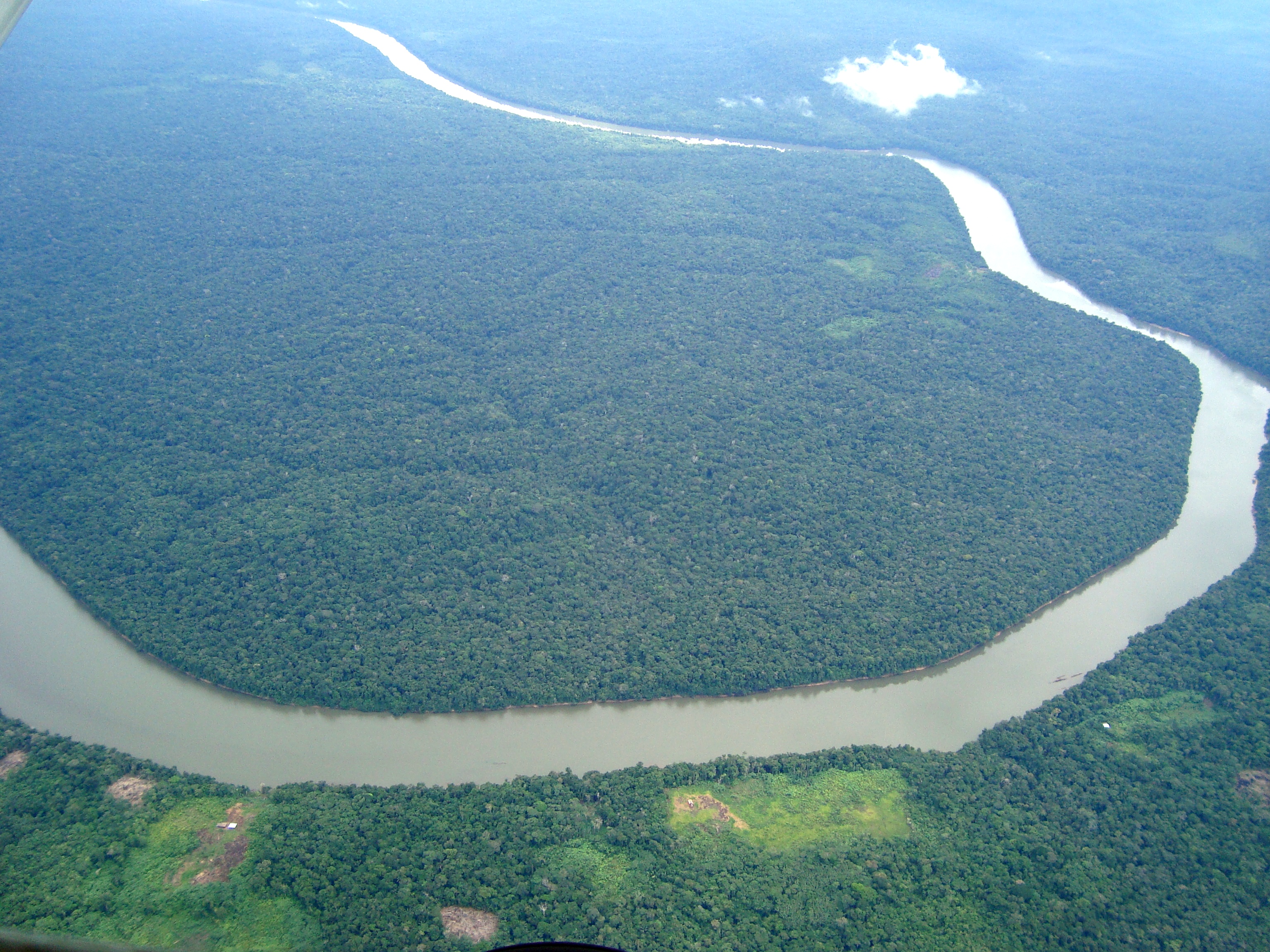
Сельва — тропічний ліс Амазонії.

Ґрунти — опідзолені червоноземи, вкриті вологими тропічними лісами (сельваси або гілея). У сельві Амазонії ростуть такі породи дерев: хінне, сандалове, хлібне, по деревах плетуться різні види ліан, а просто на гілках і стовбурах дерев зростають різні породи орхідей. На більш освітлених ділянках зростають ананаси, а на болотах ростуть величезні болотні рослини — вікторія-регія, які можуть витримати істоту масою близько 50 кг. Тому в Амазонії виділяють багатоярусність приблизно 5-6 ярусів, які тягнуться до висоти 120—160 м. Даний регіон дуже заболочений, а навесні та восени річки Амазонії через дощові сезони розливаються від свого звичного русла і затоплюють площу приблизно із площу Великої Британії.
Склад рослинності лісів Амазонії суттєво залежить від висоти поверхні низовини над рівнем води. Зокрема, розрізняють ліс «варзеа» (у зоні регулярного затоплення, на відстані понад 100 км від Амазонки, де рівень води піднімається іноді на 10 м). Серед найвідоміших рослин басейну Амазонки — гевея бразильська (дерево висотою до 30 м), яка дає схожий на молоко сік-латекс, із якого отримують каучук. 50-метрова бертолетія дає так звані «бразильські горіхи». У лісах «варзеа» зростає шоколадне дерево, або дерево-какао висотою до 10 м (для якого характерна кауліфлорія). Із вологих лісів центральної Америки походить авокадо . Східні схили Анд — батьківщина хінного дерева, із якого отримують ліки проти малярії.
У східній частині Амазонської низовини поширені пальмові савани.

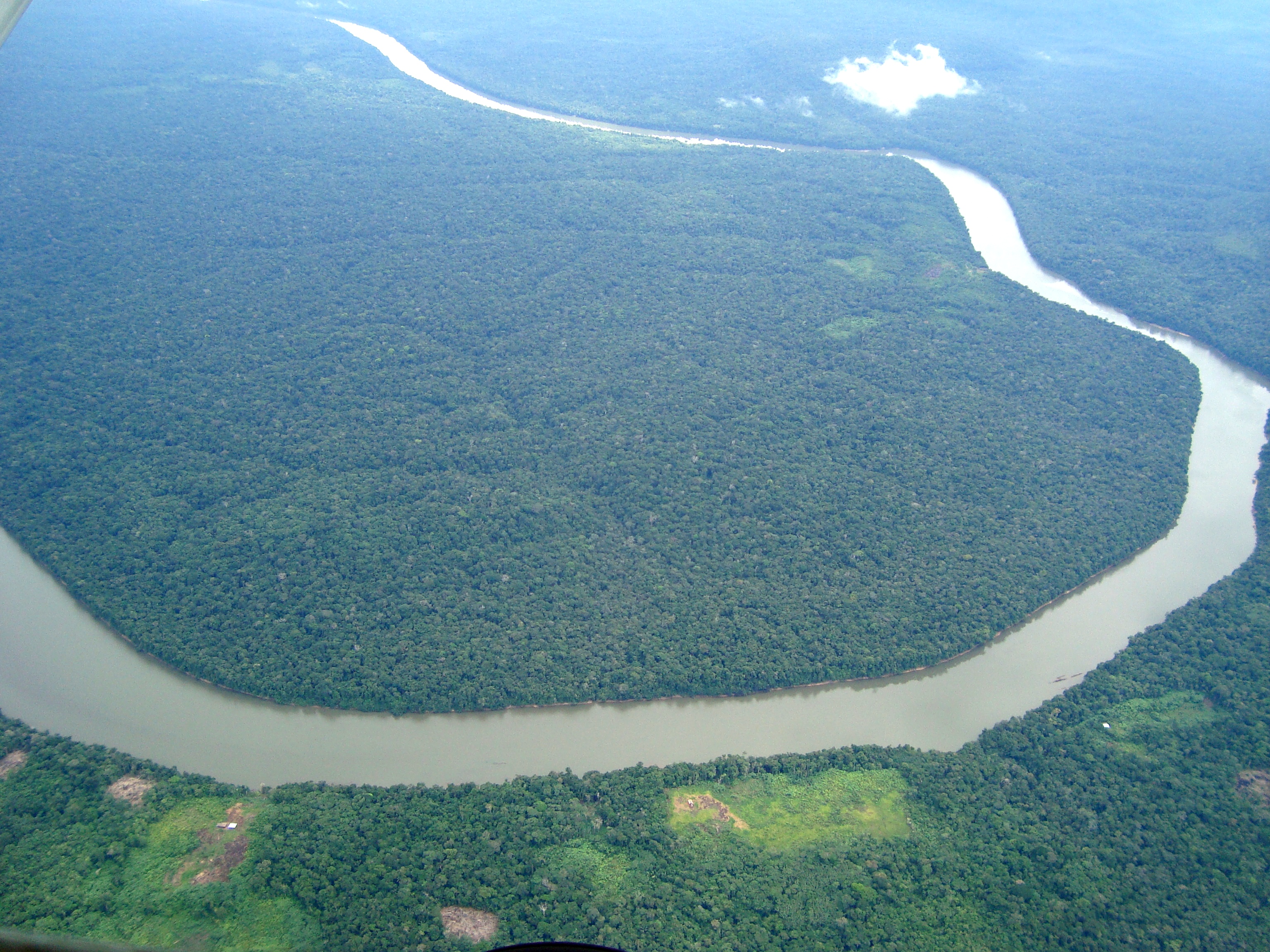
Вид з повітря на частину амазонського дощового лісу.

Рослинність тут дуже густа, а різноманіття тваринних мешканців порівняно високе через рясні опади та густі й обширні вічнозелені та хвойні ліси. Мало сонячного світла досягає землі через щільний покрив крон рослин. Ґрунт залишається темним і вологим, і тут може рости лише тіньовитривала рослинність. Орхідеї та бромелієві використовують дерева та інші рослини, щоб бути ближче до сонячного світла. Вони ростуть, чіпляючись за гілки або стовбури дерев за допомогою повітряного коріння, не як паразити, а як епіфіти. До видів тропічних дерев, які є рідними для Амазонії, належать бразильський горіх, гевея та асаї.

## Тваринний світ
Тваринний світ багатий: терміти, яскраво забарвлені метелики, жуки, павуки , молюски, риби, змії, папуги, тукани, колібрі, тапіри, мурахоїди, лінивці, броненосці, пекарі, ягуари, пуми, широконосі мавпи, опосуми.

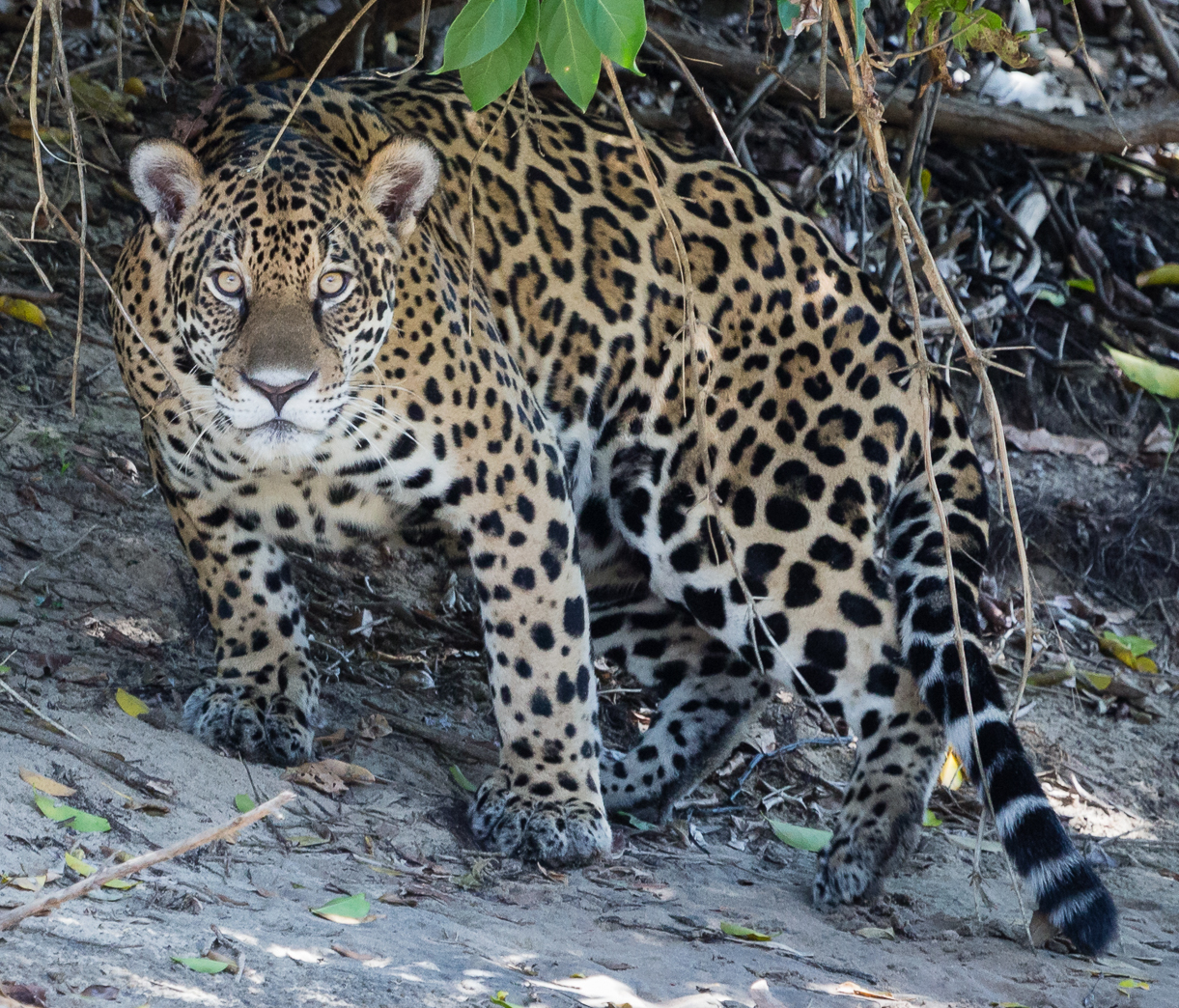
Ягуар в районі Міранди поблизу басейну Амазонки

### Ссавці
В Амазонії мешкає понад 1400 видів ссавців, більшість з яких є видами кажанів та гризунів. Серед великих ссавців тут живуть ягуар, оцелот, капібара, пума та тапір південноамериканський.

### Птахи
Близько 1500 видів птахів населяють басейн Амазонки. Біорізноманіття Амазонки та величезна кількість різноманітних видів птахів представлена кількістю різних пташиних родин, що мешкають у цих вологих лісах. Прикладом може бути родина котингових, до якої належить гвіанський півник. Тут також можна зустріти таких птахів як тукани та колібрі. Ара відомі тим, що збираються сотнями вздовж глиняних скель річки Амазонки. У західній Амазонії сотні ар та інших папуг майже щодня спускаються до відкритих берегів річки, щоб поїсти глини, за винятком дощових днів.

### Рептилії
Анаконда зелена населяє мілководдя Амазонки, а удав смарагдовий та удав звичайний живуть у кронах амазонських дерев. Багато видів рептилій нелегально виловлюють та експортують для міжнародної торгівлі домашніми тваринами. Живі тварини є четвертим за величиною товаром у контрабандній індустрії після наркотиків, діамантів та зброї.

### Амфібії
Понад 1500 видів амфібій плавають і мешкають в Амазонії. На відміну від помірних жаб, які здебільшого обмежені середовищем проживання поблизу води, тропічні жаби найчисленніші на деревах і відносно мало їх можна знайти поблизу водойм на лісовій підстилці. Причина цього явища досить проста: жаби повинні постійно тримати свою шкіру вологою, оскільки майже половина їхнього дихання здійснюється через шкіру. Висока вологість дощового лісу та часті дощі дають тропічним жабам безмежно більше свободи перебиратися на дерева і уникати численних хижаків у водах дощового лісу. Відмінності між помірними та тропічними жабами виходять за межі їхнього середовища проживання.

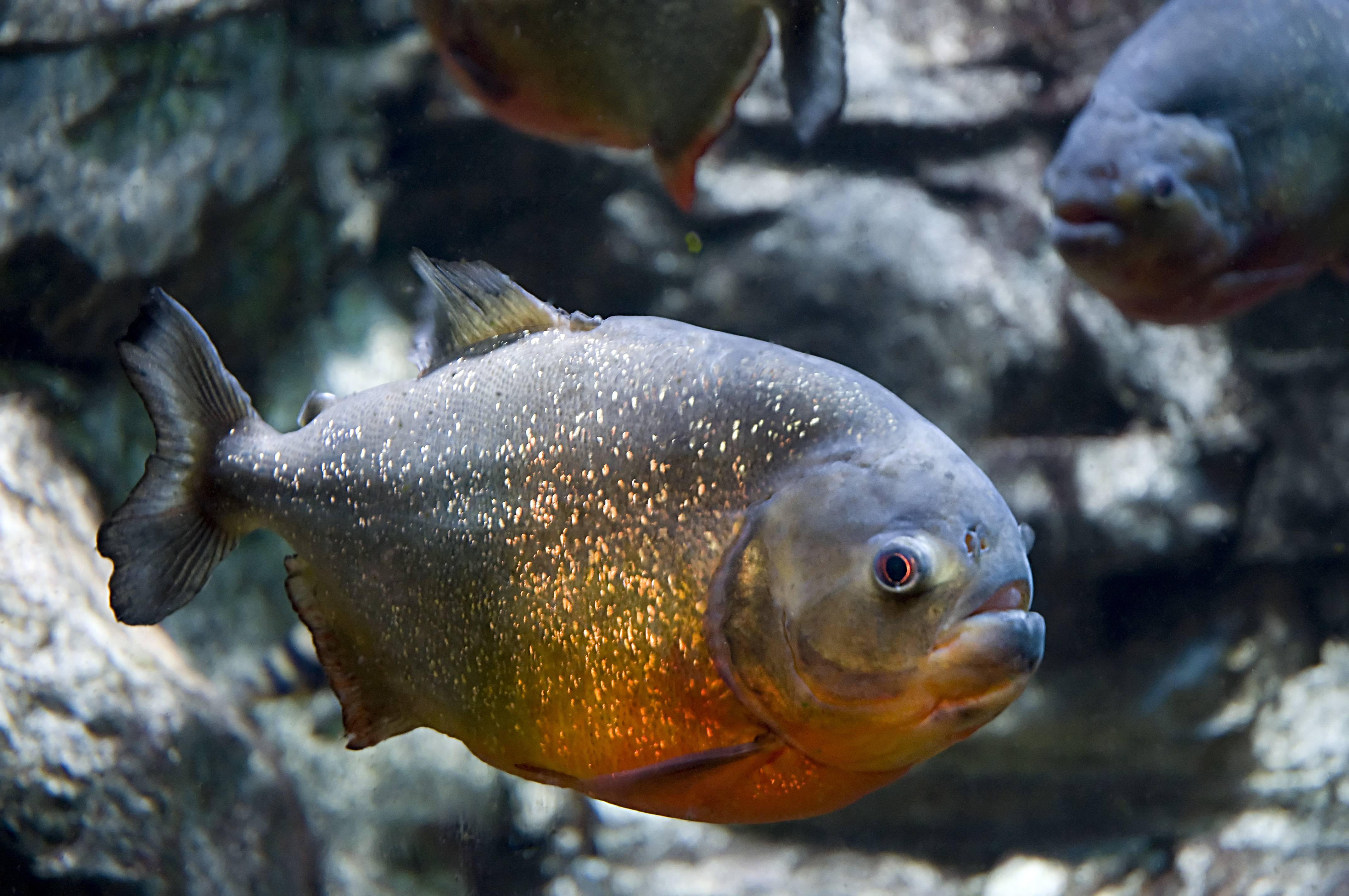
Піранья звичайна (Pygocentrus nattereri) - вид піраньї. Цей вид мешкає в басейні річки Амазонки, прибережних річках північно-східної Бразилії та басейнах річок Парагвай, Парана та Ессекібо.

### Риби
В басейні Амазонки відомо близько 2500 видів риб, і за оцінками існує понад 1000 додаткових неописаних видів. Це більше, ніж у будь-якому іншому річковому басейні на Землі, і Амазонія є центром різноманітності неотропічних риб. Близько 45% (понад 1000 видів) відомих амазонських видів риб є ендеміками басейну.
Надзвичайне видове багатство частково можна пояснити великими відмінностями між різними частинами басейну Амазонки, що призводить до наявності багатьох видів риб, які є ендеміками невеликих регіонів. Наприклад, фауна в річках з прозорою водою відрізняється від фауни в білих і чорних річках, фауна в повільних ділянках показує чіткі відмінності порівняно з фауною в порогах, фауна в малих потоках відрізняється від фауни у великих річках, а фауна в мілководних ділянках показує чіткі відмінності порівняно з фауною в глибоких частинах.
Найбільш різноманітними рядами в Амазонці є харацинові (43% від загальної кількості видів риб в Амазонці) та сомоподібні (39%), але інші групи з багатьма видами включають цихліди (6%) та гімнотоподібні (3%).
Крім значних відмінностей у поведінці та екології, амазонські риби суттєво відрізняються за формою та розміром. Найбільші, арапайма та піраіба, можуть досягати довжини 3 м (9,8 фут) або більше та ваги до 200 кг (440 фунт), що робить їх одними з найбільших прісноводних риб у світі. Акула-бик та звичайна пилка-риба, які були зафіксовані далеко вгору по Амазонці, можуть досягати ще більших розмірів, але вони евригалінні і часто зустрічаються в морських водах. На відміну від гігантів, є амазонські риби з декількох родин, які мають довжину менше 2 см (0,8 дюйм). Найменшими, ймовірно, є бичкові Leptophilypnion, які не перевищують 1 см (0,4 дюйм) і є одними з найменших риб у світі.
Амазонка підтримує дуже велике рибне різноманіття, включаючи добре відомі види великих сомів (таких як Brachyplatystoma, які здійснюють довгі нерестові міграції вгору по Амазонці), арапайму і тамбакі, а також є домівкою для багатьох видів, важливих в акваріумній торгівлі, таких як оскар, дискус, скалярія, сомики коридораси та неонова тетра. Хоча справжня небезпека, яку вони представляють, часто сильно перебільшена, басейн Амазонки є домівкою для кількох страхітливих видів риб, таких як піраньї (включаючи знамениту піранью звичайну), електричний вугор, річкові скати та кандіру.
Декілька видів печерних риб роду Phreatobius зустрічаються в Амазонці, як і печерний вид Astroblepus pholeter в крайній західній частині басейну (Андський регіон). Басейн Токантінс, який можна вважати не частиною басейну Амазонки, має кілька інших видів печерних риб. Глибші частини основних амазонських річок завжди темні, і деякі види мають адаптації, подібні до печерних риб (зменшена пігментація та очі). Серед них ножетілка Compsaraia та Orthosternarchus, деякі сомики-китові Cetopsis (особливо C. oliveirai), деякі Xyliphius та Micromyzon банджо-соми, та лорикарієві соми Loricaria spinulifera, L. pumila, Peckoltia pankimpuju, Panaque bathyphilus та Panaqolus nix (ці п'ять також зустрічаються в "нормальних" формах на мілководді).
Можливо, найнезвичайнішим середовищем існування, яке використовують амазонські риби, є суша. Бризкунова-тетра відома тим, що відкладає яйця на рослини над водою, підтримуючи їх вологими постійним обризкуванням, південноамериканська лепідосирена може виживати під землею в слизовому коконі протягом сухого сезону, деякі маленькі рівулові кіл-риби можуть стрибати по суші між водоймами (іноді переміщуючись на відносно великі відстані, навіть вгору) і можуть навмисно вистрибувати на сушу, щоб уникнути водних хижаків, а неописаний вид червоподібного сома Phreatobius живе у водонасиченій підстилці біля (не в) струмків.
Основні групи риб басейну Амазонки включають:
- Ряд Gymnotiformes: Неотропічні електричні риби
- Ряд Characiformes: хараціни, тетри та споріднені види
- Родина Potamotrygonidae: річкові скати
- Родина Arapaimidae: араваноподібні
- Родина Loricariidae: кольчужні соми
- Родина Callichthyidae: панцирні соми
- Родина Pimelodidae: пімелодові соми
- Родина Trichomycteridae: олівцеві соми
- Родина Auchenipteridae: дрифтвудні соми
- Підродина Cichlinae: щучі цихліди, павичеві цихліди та споріднені види
- Підродина Geophaginae: землеїди та неотропічні карликові цихліди
- Підродина Poeciliinae: гуппі та споріднені види

### Комахи
Понад 90% тваринних видів в Амазонії становлять комахи, з яких близько 40% – це жуки (Coleoptera становлять майже 25% усіх відомих форм тваринного життя.) У той час як уся Європа має близько 321 виду метеликів, Національний парк Ману в Перу (дослідженні території 4000 гектарів) має 2300 видів, а Національний заповідник Тамбопата (дослідженні території 5500 гектарів) має щонайменше 1231 вид.

## Населення
Амазонія малонаселена. Густота населення Амазонської низовини — 1 чол. на 4—5 км² (головним чином індіанці та метиси).

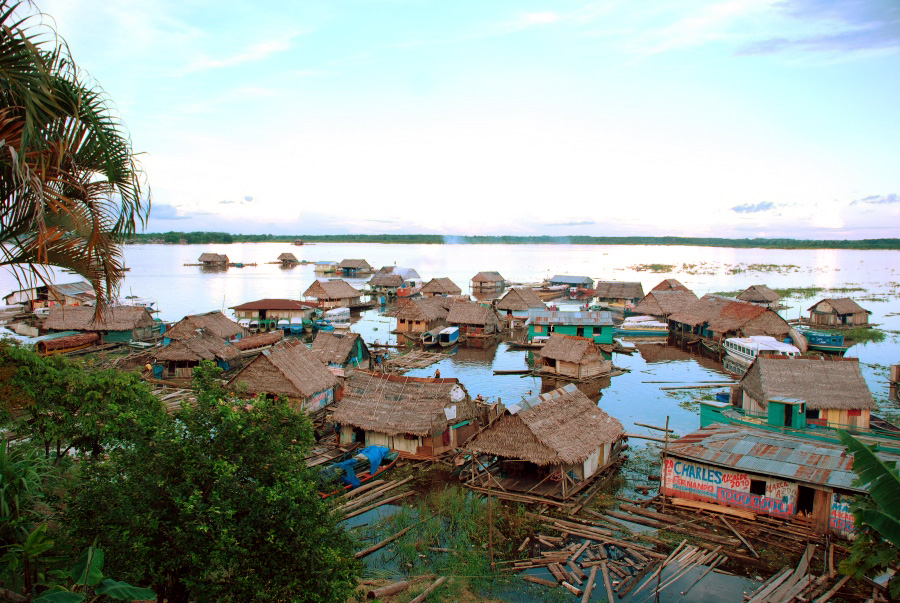
Плавуче село в Ікітос, Перу

У глибині материка є розкидані поселення, але більшість населення проживає в кількох великих містах на берегах Амазонки та інших великих річок, таких як Ікітос – Лорето в Перу, Манаус-штат Амазонас, та Белен, Пара. У багатьох регіонах ліс був вирубаний для соєвих плантацій та скотарства (найбільш поширене використання землі, не пов'язане з лісом); деякі жителі збирають дикий каучуковий латекс та бразильські горіхи. Це форма екстрактивного господарства, де дерева не вирубують. Такі операції є відносно сталими, на відміну від лісозаготівлі чи сільського господарства, що залежить від вирубки тропічного лісу. Люди живуть у солом'яних будинках, що формою нагадують вулики. Вони також будують схожі на квартири будинки під назвою "малока", зі стрімко похилим дахом.

## Господарство
Основою економіки є лісовий промисел (збирання каучуку, бразильських горіхів, ефіроносів та ін.), сільське господарство має підсобний характер. Культивуються какао, тютюн, кава, банани, цукрова тростина, маніок. Корисні копалини мало розвідані; є нафта, золото, алмази. Розробляються поклади алюмінієвих руд неподалік від міста Сантарен і Белен (Бразилія), а також в Суринамі та Гаяні. Поблизу ж міста Макапа (Бразилія) видобувають марганцеві руди, а між річками Шінгу та Токантінас — залізні руди. Існують олов'яні поклади, поклади нафти, алмазів та золота. Амазонія дуже перспективний регіон з економічного погляду, який з кожним роком все більш розвивається зокрема його частина, яка належить Бразилії тому що в цій країні реалізується програма по освоєнню Амазонії. І на сьогоднішній день в бразильській частині Амазонії прокладено Трансамазонське шосе, яке об'єднало не лише більшість штатів Бразилії але й дало можливість країнам, які мають вихід до даного регіону краще обмінюватись своїми товарами та послугами і поглибити співпрацю між собою.
Держави регіону мають великі ресурси деревини це в першу чергу Бразилія.
В Амазонії, зокрема поблизу річки Амазонки швидко розвинулось с/г, активніше почали розводити велику рогату худобу і вирощувати каучуконоси, з яких виготовляють натуральну гуму. В деяких районах регіону вирощують цитрусові, банани, технічні культури. Слід відзначити, що в Амазонії створені ряд міжнародні та національних природних парків це: Піку-да-Небліна, Амазонія, Жау, Ріо-Негро, в штаті Амазонас (Бразилія), Пакаас-Новус (Бразилія, штат Рондонія), Шінгу (Бразилія, штат Гояс), Ману (Перу), Макарена (Колумбія), Канайма (Венесуела).
Головні порти Бразилії: Белен (в бухті Маражо), річкові — Манаус (центри імпортної і експортної торгівлі), Обідус, Сантарен. У Перу — річковий порт Ікітос.